# Reine de Mémoire
Vous pouvez aider à l'améliorer ou bien discuter des problèmes sur sa page de discussion.
- Il ne cite pas suffisamment ses sources. Vous pouvez indiquer les passages à sourcer avec {{référence nécessaire}} ou {{Référence souhaitée}}, et inclure les références utiles en les liant aux notes de bas de page. (Marqué depuis avril 2024)
- Son contenu est rédigé entièrement ou presque à partir d'une seule source. N'hésitez pas à modifier cet article pour améliorer sa vérifiabilité en apportant de nouvelles références dans des notes de bas de page. (Marqué depuis avril 2024)
- Certaines informations devraient être mieux reliées aux sources mentionnées dans la bibliographie ou les liens externes. Améliorez sa vérifiabilité en les associant par des références. (Marqué depuis avril 2024)

- Archive Wikiwix
- Bing
- Cairn
- DuckDuckGo
- E. Universalis
- Gallica
- Google
- G. Books
- G. News
- G. Scholar
- Persée
- Qwant
- (zh) Baidu
- (ru) Yandex
- (wd) trouver des œuvres sur Wikidata

Reine de Mémoire est un cycle d'uchronie de fantasy écrit par Élisabeth Vonarburg et paru entre 2005 et 2007.

## Résumé
Reine de Mémoire commence en 1789 à Aurepas dans le Sud-Ouest de la France. Les jumeaux Senso et Pierrino et leur petite sœur Jiliane y vivent chez leurs grands-parents. Ils découvrent des phénomènes surnaturels, entre autres les pouvoirs magiques de leur grand-mère, d'origine extrême-orientale. En fait, le monde dans lequel ils vivent est fort différent du nôtre. La religion chrétienne en particulier y est complètement différente.
En parallèle, on suit la vie de Gilles Garance, leur ancêtre, qui apprend à maîtriser ses dons magiques dans une école dédiée à l'« Harmonie ». Trahi, il quitte l'Europe et part explorer le mythique pays des dragons.

## Volumes
1. La Maison d'oubli, Alire coll. « Romans 086 », 2005, roman
2. Le Dragon de feu, Alire, coll. « Romans », 2005, roman
3. Le Dragon fou, Alire, coll. « Romans 086 », 2006, roman
4. La Princesse de vengeance, Alire, coll. « Romans », 2006, roman
5. La Maison d'équité, Alire, coll. « Romans », 2007, roman

## Récompenses
- Prix Jacques-Brossard de la science-fiction et du fantastique en 2006
- Prix Boréal en 2007